# Albert Forster
Albert Maria Forster (26 de julho de 1902 – 28 de fevereiro de 1952) foi um político alemão do Partido Nazista, membro da SS e criminoso de guerra. Durante a Segunda Guerra Mundial, sob sua administração como Gauleiter e Reichsstatthalter de Danzig-Prússia Ocidental (a outra parte anexada da Polônia ocupada pelos alemães, além de Warthegau), as populações locais não alemãs de poloneses e judeus foram classificadas como sub-humanas e sujeitas a campanhas de extermínio que incluíam limpeza étnica, assassinato em massa e, no caso de alguns poloneses com ascendência alemã, germanização forçada. Forster foi diretamente responsável pelo extermínio de não alemães e defendia abertamente o genocídio de poloneses, algo que já pregava antes da guerra. Foi julgado, condenado e enforcado em Varsóvia pelos seus crimes, após a derrota da Alemanha.

## Primeiros anos
Forster nasceu em Fürth, onde cursou a volksschule e o Humanistisches Gymnasium de 1908 a 1920. Depois disso, treinou por dois anos na área bancária e começou a trabalhar em um banco em Fürth em 1922. Em novembro de 1923, entrou para o Partido Nazista, tornando-se líder do grupo local em Fürth; também ingressou na SA nessa época. Em maio de 1924, foi demitido do banco por suas atividades nazistas, incluindo agitação antissemita. Após o Putsch da Cervejaria (Beer Hall Putsch), quando o Partido Nazista foi proibido, ele entrou em uma organização de fachada nazista, a Comunidade Popular da Grande Alemanha (Greater German People's Community), e atuou como líder local. Nesse período, fez amizade com Julius Streicher, líder do Partido Nazista na região norte da Baviera, tornando-se jornalista em tempo parcial para o jornal semanal antissemita de Streicher, Der Stürmer. Ele foi espectador no julgamento por traição de Adolf Hitler, Erich Ludendorff e outros oito putschistas, de 26 de fevereiro a 1 de abril de 1924, no tribunal de Munique.

## Carreira no Partido Nazista

### Francônia
Forster esteve presente em Munique quando o Partido Nazista foi refundado por Hitler em 27 de fevereiro de 1925, e voltou a ser o Ortsgruppenleiter (líder de grupo local) em Fürth. Reingressou oficialmente no Partido em 5 de abril de 1925 (nº 1.924); por ser um membro inicial, foi considerado um Alter Kämpfer (Velho Lutador) e mais tarde recebeu o Distintivo Dourado do Partido. Logo se tornou Parteiredner (orador do Partido), fazendo discursos por toda a região. Em 12 de maio de 1926, entrou para a Schutzstaffel (SS), formando e liderando o Grupo SS “Nürnberg-Fürth” em julho de 1926. A partir de fevereiro de 1928, Forster trabalhava como funcionário de escritório de pagamentos na Associação Nacional Alemã de Empregados do Comércio (Deutschnationaler Handlungsgehilfen-Verband, DHV), sindicato nacionalista e antissemita. Forster tentou, sem sucesso, conseguir uma cadeira no Reichstag na eleição de 20 de maio de 1928. Ainda assim, naquele ano foi promovido a Bezirksleiter (líder distrital) do Partido para a Francônia Média, enquanto mantinha a chefia em Fürth; continuou nesses postos até dezembro de 1929. Na eleição de 14 de setembro de 1930, Forster foi eleito para o Reichstag pelo círculo eleitoral 26 (Francônia), tornando-se assessor especializado em assuntos de trabalho e de funcionários administrativos para a facção nazista no Reichstag. Quando foi eleito, era o deputado mais jovem do parlamento.

### Cidade Livre de Danzig

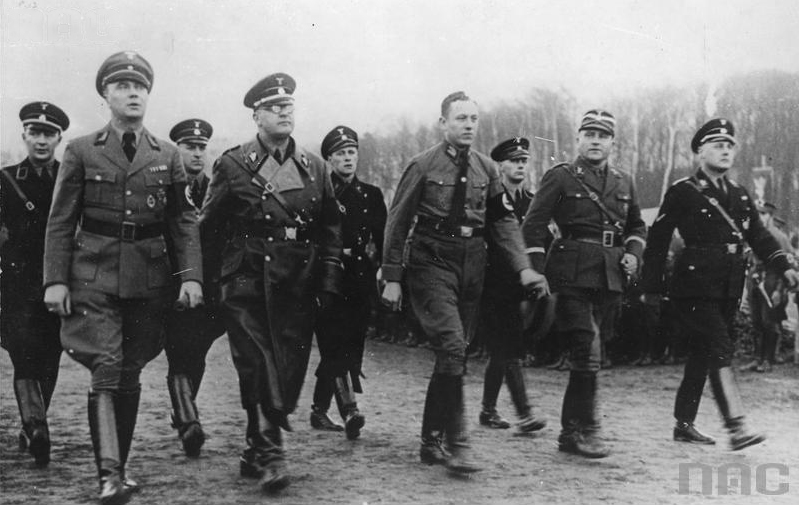
Albert Forster com Arthur Greiser, Erich von dem Bach-Zelewski, Heinrich Hacker e Wilhelm Koppe no final dos anos 1930

Em 15 de outubro de 1930, Forster se tornou o Gauleiter do Partido Nazista na Cidade Livre de Danzig (atual Gdańsk, Polônia), substituindo Arthur Greiser, que então se tornou vice-Gauleiter. Esse fato desencadeou uma rivalidade entre eles, e Greiser permaneceria seu inimigo por toda a vida. Muitos moradores de Danzig rejeitaram Forster como um “forasteiro” que havia substituído o nativo Greiser. Forster imediatamente iniciou uma campanha de propaganda agressiva e recrutamento. Em novembro de 1930, fundou e passou a publicar o jornal Danziger Beobachter (“Observador de Danzig”). De dezembro de 1930 a dezembro de 1932, aumentou o número de membros do Partido em Danzig de 1 310 para 9 519 e expandiu a SA local de 150 para 1 500 integrantes.
Após a tomada do poder pelos nazistas na Alemanha, Forster liderou o processo de poder nazista em Danzig na primavera de 1933, conseguindo maioria absoluta para o Partido Nazista no Senado de Danzig. Hitler o recompensou, colocando-o à frente da DHV em 10 de maio de 1933, tornando-o responsável por todas as organizações de empregados de escritório dentro da Frente Alemã do Trabalho. Em 15 de setembro, foi nomeado para o Conselho de Estado Prussiano e, em janeiro de 1934, se tornou Führer honorário do 36º SS-Standarte em Danzig. Em janeiro de 1935, foi designado presidente da filial da Nordische Gesellschaft (Sociedade Nórdica) em Danzig, encarregado de fortalecer a cooperação cultural e política germano-nórdica. Em 23 de janeiro de 1936, integrou a equipe pessoal do Reichsführer-SS Heinrich Himmler.
Em 1937, Forster vangloriou-se de sua luta contra comunistas e outros “sub-humanos”.
Em 1939, seguindo ordens de Berlim, Forster liderou a agitação em Danzig para aumentar a pressão pela anexação à Alemanha Nazista, proclamando que, no futuro, “a Polônia será apenas um sonho”. Em 23 de agosto de 1939, Forster substituiu Greiser como chefe de Estado de Danzig. A “questão de Danzig” foi um dos pretextos usados para a invasão da Polônia em 1939. Ele nutria ódio pelos judeus, a quem chamava de “raça suja e escorregadia”, e expressou desejo de controlar partes da Polônia após a expulsão dos poloneses.
Antes da Segunda Guerra Mundial, Forster havia tentado, sem sucesso, controlar as atividades irredentistas dos alemães étnicos no Corredor Polonês vizinho à Cidade Livre de Danzig, criado em 1920 pelo Tratado de Versalhes. Mas foi a organização dominada pela SS, Volksdeutsche Mittelstelle, que obteve o controle efetivo. Numa disputa de poder entre Forster e Himmler, os alemães (étnicos) passaram a desconfiar de Forster. Quando esses territórios foram anexados após a invasão da Polônia e se tornaram o Reichsgau Danzig – Prússia Ocidental, a desconfiança de Forster em relação aos líderes nazistas locais fez com que ele lhes negasse poder político. Forster preencheu todos os cargos importantes com seus aliados vindos da antiga Cidade Livre de Danzig. Esse desdém causou ressentimento entre os alemães locais, além das políticas de germanização de Forster, que negavam a eles um status superior ao dos poloneses locais.
Em maio de 1934, Forster casou-se com Gertrud Deetz. A cerimônia ocorreu na chancelaria em Berlim, com Hitler e Rudolf Hess como padrinhos e convidados. No entanto, um relatório de 1943–1944 sobre Hitler, intitulado Analysis of the Personality of Adolph Hitler, do psicanalista Walter C. Langer, afirma que Forster “é conhecido por ser homossexual” e costumava ser chamado de “Bubi”, termo comum de afeto entre homossexuais alemães da época.

## Segunda Guerra Mundial
Imediatamente após a invasão alemã da Polônia, Forster foi nomeado, em 8 de setembro, Chefe da Administração Civil no distrito militar de Danzig-Prússia Ocidental, que foi anexado ao Reich Alemão em 8 de outubro de 1939. Com o fim da administração militar, ele se tornou Gauleiter do recém-criado Reichsgau Danzig-Prússia Ocidental em 21 de outubro de 1939. Ao mesmo tempo, também foi nomeado Reichsstatthalter (Governador do Reich) do novo território, unificando sob seu comando os mais altos cargos partidários e governamentais em sua jurisdição. Além disso, foi nomeado Comissário de Defesa do Reich no novo Wehrkreis (Distrito Militar) XX, que abrangia o novo Reichsgau. Em 7 de julho de 1940, foi eleito para o Reichstag por Danzig-Prússia Ocidental, permanecendo como membro até o fim do regime nazista. Membro da SS desde 1926, Forster foi promovido a SS-Obergruppenführer em 31 de dezembro de 1941. Em setembro de 1944, recebeu o comando das forças da Volkssturm em seu Reichsgau. Manteve esses postos até fugir de Danzig em 27 de março de 1945, diante das forças soviéticas invasoras.

## Extermínio e limpeza étnica
Adolf Hitler instruiu os Gauleiters — Forster e seu rival Arthur Greiser, Gauleiter do Warthegau — a germanizar a região, prometendo que “não haveria perguntas” sobre como essa “germanização” seria realizada. O objetivo de Forster era germanizar a área completamente em dez anos, sendo diretamente responsável pela política de extermínio na região.
Forster foi diretamente responsável pelo extermínio de não alemães em Danzig-Prússia Ocidental. Ele acreditava firmemente na necessidade de exterminar os poloneses, afirmando que “precisamos destruir essa nação, começando do berço” e declarando que poloneses e judeus não eram humanos.
Cerca de 70 campos foram criados para poloneses na Pomerânia, onde eles sofriam assassinatos, torturas e, no caso de mulheres e meninas, estupro antes da execução. Entre 10 e 15 de setembro, Forster organizou um encontro com altos funcionários nazistas em sua região e ordenou a remoção imediata de todos os poloneses “perigosos”, todos os judeus e todo o clero polonês. Em alguns casos, o próprio Forster ordenou execuções. Em 19 de outubro, ele repreendeu autoridades nazistas na cidade de Grudziadz por não “derramarem sangue polonês o suficiente”.
O número total de vítimas do que Christopher Browning chama de “orgia de assassinatos e deportações” não pode ser estimado precisamente. Forster relatou que 87.000 pessoas haviam sido “evacuadas” da região até fevereiro de 1940.

### Piaśnica

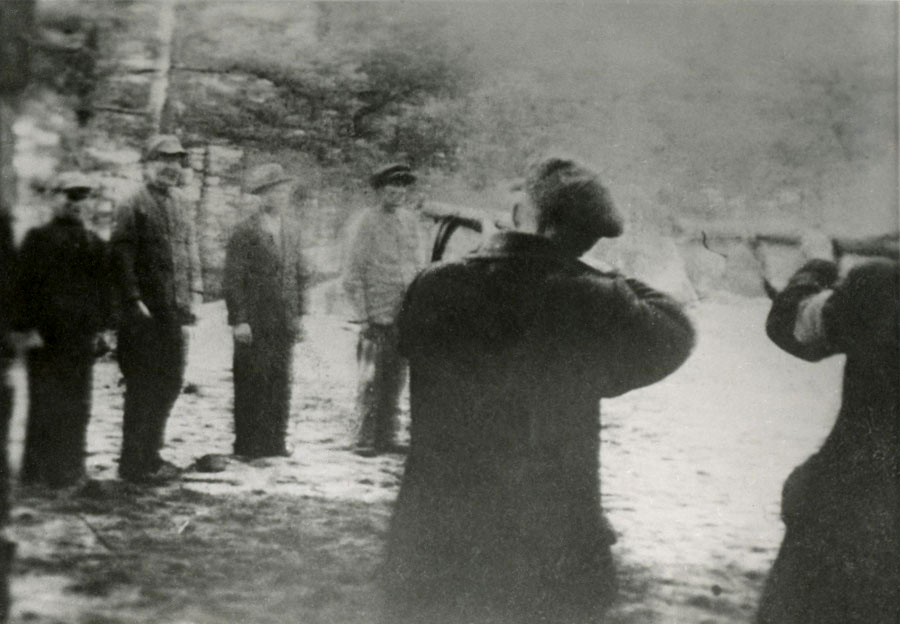
Execução em massa em Piaśnica

Forster foi um dos responsáveis pelos assassinatos em massa em Piaśnica, onde aproximadamente 12 000 a 16 000 poloneses, judeus, tchecos, cassubianos e até alemães foram mortos no inverno de 1939-1940. Forster incentivava pessoalmente essa violência; em um discurso no Hotel Prusinski, em Wejherowo, incitou os alemães étnicos contra os poloneses, dizendo: “Precisamos eliminar os poloneses cheios de piolhos, começando pelos que estão no berço. Em suas mãos entrego o destino dos poloneses; façam com eles o que quiserem”. A multidão reunida em frente ao hotel gritava “Matem os cães poloneses!” e “Morte aos poloneses!”. Posteriormente, a Selbstschutz participou dos massacres em Piaśnica. Em 1946, um Tribunal Nacional polonês em Gdańsk considerou Forster responsável pelos assassinatos em Piaśnica.

### Papel no Holocausto Judeu
No início da guerra, Forster declarou que “judeus não são humanos e devem ser erradicados como vermes... ter misericórdia de judeus é algo repreensível. Qualquer meio de destruição de judeus é desejável.” Os judeus foram mortos localmente ou deportados para o Governo Geral. Em novembro de 1939, Danzig-Prússia Ocidental foi declarada “Judenfrei” (livre de judeus). Estima-se que até 30.000 judeus das áreas polonesas anexadas pela Alemanha Nazista na Pomerânia e incorporadas a Danzig-Prússia Ocidental tenham sido assassinados durante a guerra.

### Políticas de germanização
A política de terror instituída por Forster oferecia apenas duas alternativas à população polonesa: extermínio ou germanização, genocídio ou assimilação cultural forçada. No início da guerra, Forster planejou expulsar todos os poloneses originários da Polônia do Congresso e todos os judeus de seu Gau até fevereiro de 1940, mas problemas não previstos com trabalhadores agrícolas e o caráter inadequado dos colonos alemães obrigaram-no a rever suas políticas. Forster aceitava como alemães quaisquer poloneses que alegassem ter “sangue alemão”: todos os poloneses que afirmavam ter ascendência alemã eram aceitos sem necessidade de documentação. A recusa em aceitar a identidade alemã era passível de deportação para o Governo Geral ou encarceramento em campo de concentração. Em alguns casos, assentamentos inteiros eram classificados como alemães para atender às metas de Forster. Questões práticas, como a produção de alimentos, também influenciavam as decisões de Forster sobre expulsões.

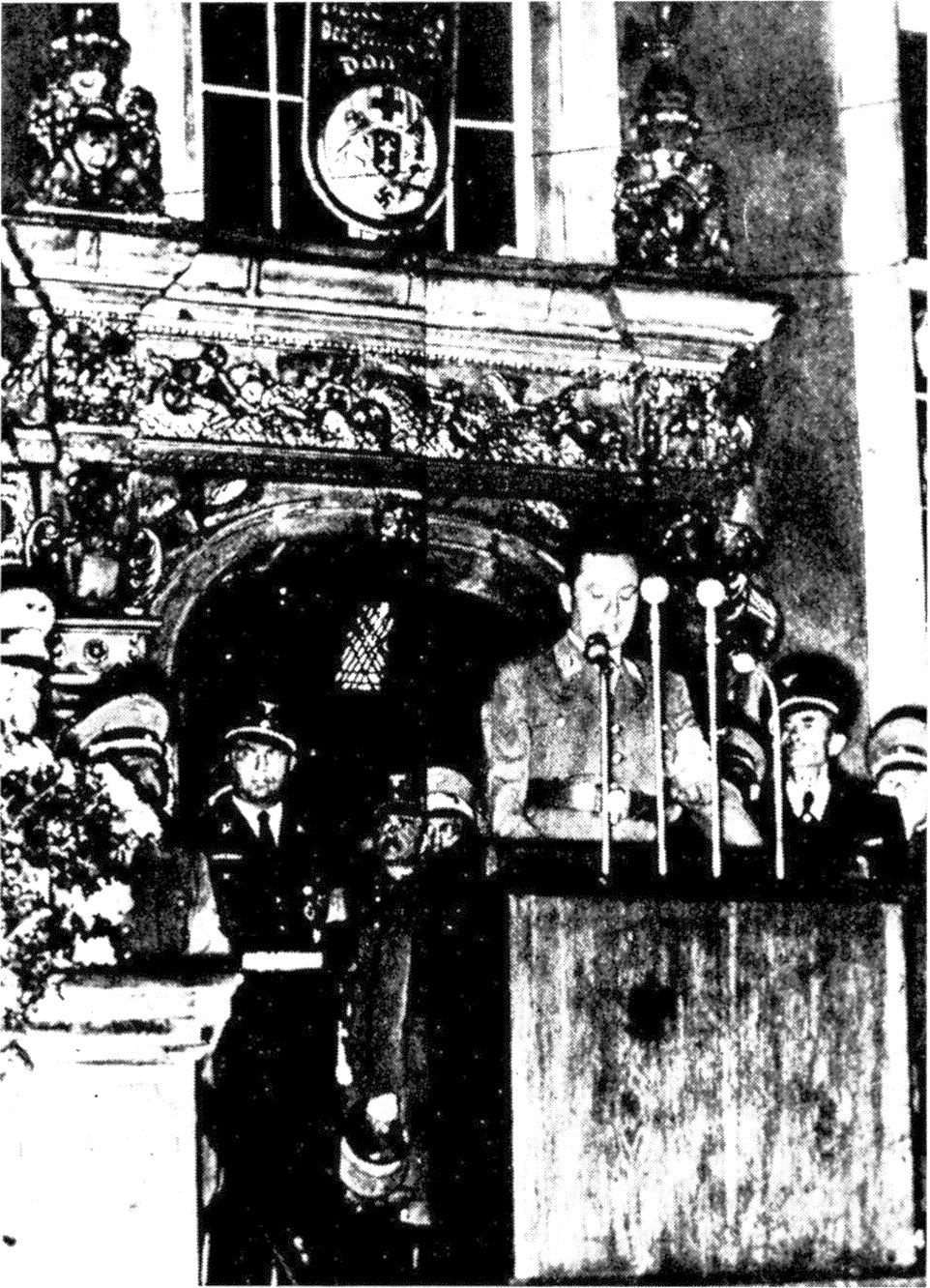
Albert Forster discursando em 1939

Arthur Greiser reclamou junto a Heinrich Himmler, Comissário do Reich para o Fortalecimento da Germanidade, dizendo que a política de assimilação de Forster ia contra a teoria racial nazista. Quando Himmler abordou Forster sobre o tema, foi simplesmente ignorado, pois Forster sabia que Hitler permitia a cada Gauleiter gerir sua área como quisesse. Greiser e Himmler reclamaram com Hitler que milhares de poloneses estavam sendo classificados como alemães, mas Hitler lhes disse para resolverem seus problemas diretamente com Forster. As tentativas de persuasão de Himmler encontraram a resistência e o desprezo de Forster. Em discussão com Richard Hildebrandt, Forster ironizou: “se eu me parecesse com Himmler, não falaria sobre raça”.
Como resultado, dois terços da população polonesa étnica do Gau de Forster foram classificados como alemães sob o Deutsche Volksliste.
Embora bem menos poloneses tenham sido removidos de Danzig-Prússia Ocidental em comparação com o vizinho Warthegau, estima-se que, até o fim da guerra, até 60 mil pessoas foram assassinadas na região e entre 35 mil e 170 mil foram expulsas. O próprio Forster informou que 87.000 pessoas haviam sido “evacuadas” até fevereiro de 1940.

### Conflito com a SS e políticas de colonização
O conflito de Forster com a SS azedou sua postura em relação aos refugiados alemães étnicos. Durante a guerra, centenas de milhares de alemães étnicos foram transferidos pela acordo nazista-soviético da União Soviética para a Polônia, sendo usados como colonos na Polônia ocupada pelos nazistas. Enquanto Greiser fazia o possível para recebê-los em seu Reichsgau, Forster os via com hostilidade, alegando que sua região precisava de jovens agricultores, ao passo que os refugiados eram pessoas idosas e urbanizadas. Inicialmente, se recusou a admitir qualquer um deles. Quando um navio com vários milhares de alemães bálticos chegou a Danzig, ele se recusou a permitir o desembarque, a menos que Himmler prometesse que não seriam assentados em Danzig-Prússia Ocidental, mas levados imediatamente para outro lugar — algo que Himmler não pôde garantir. Só após longa conversa telefônica com o desesperado Himmler, Forster cedeu, exigindo, porém, que a estadia fosse temporária, embora a maioria dos passageiros não tenha saído. Com o tempo, teve de ceder ainda mais, e até junho de 1944, 53.258 colonos haviam se estabelecido em Danzig-Prússia Ocidental, embora menos do que os 421.780 assentados no Warthegau. Um dos motivos de Forster pode ter sido que suas políticas de germanização deixavam menos terras e moradias livres do que as expulsões em massa de Greiser; além disso, ele via os refugiados como tutelados da SS, o que influenciava sua atitude.[carece de fontes?]

## Julgamento e morte
Ao final da guerra, Forster se refugiou na Zona de ocupação britânica na Alemanha. Os britânicos o entregaram à República Popular da Polônia.
Em 1948, Forster foi condenado à morte pelo Tribunal Nacional Supremo da Polônia por crime de guerra e crimes contra a humanidade, tendo sua execução adiada. Foi transferido de Gdańsk para a Prisão de Mokotów em Varsóvia, onde foi enforcado em 28 de fevereiro de 1952. Sua esposa, que não tinha notícias dele desde 1949, só foi informada da execução em 1954.